# La fine del mondo e il paese delle meraviglie
La fine del mondo e il paese delle meraviglie (世界の終りとハードボイルド・ワンダーランド?, Sekai no owari to hādoboirudo wandārando) è un romanzo di Haruki Murakami del 1985. Il libro ha vinto il Premio Tanizaki nello stesso anno di uscita.

## Trama
La trama di La fine del mondo e il paese delle meraviglie è composta da due storie parallele che inizialmente non hanno nulla in comune, ma che da circa metà narrazione in poi prendono a convergere ed intrecciarsi sconfinando alla fine l'una nell'altra.
L'io narrante de La fine del mondo è un uomo appena arrivato in una città cinta da alte mura che impediscono agli abitanti di uscire, tenendoli al sicuro dal mondo esterno. L'uomo, che non ricorda nulla della sua vita passata, viene costretto a separarsi, come consuetudine per i nuovi residenti, dalla sua ombra e gli viene assegnato dal guardiano il compito di Lettore di sogni. Questo lavoro, svolto nella biblioteca pubblica, lo costringe a leggere il contenuto dei crani di alcune creature defunte che pascolano nei prati della misteriosa città. L'uomo inizia ad abituarsi alla sua nuova esistenza, anche se con la sua ombra morente è deciso a fuggire, finché non comincia a comprendere la natura della città e a nutrire dei sentimenti nei confronti della sua compagna di lavoro.
Ne Il paese delle meraviglie invece l'io narrante è un cibermatico, uno specialista in grado di immagazzinare e criptare informazioni nel proprio cervello, alle prese con un grosso complotto che porterà alla "fine del mondo", secondo quanto gli spiega lo scienziato che lo ha trascinato nei guai. Infatti la procedura di shuffling, che cripta i dati basandosi su un parametro univoco del cervello del protagonista, ha innescato una reazione a catena capace di capovolgere la realtà. L'uomo dovrà sfuggire al Sistema e alle grinfie degli Invisibili per giungere all'unica possibile conclusione della sua esistenza.

## Personaggi
Nel libro nessuno dei personaggi ha un nome, ma ognuno viene identificato dal protagonista in base al suo lavoro o la sua mansione.

### Personaggi principali de Il paese delle meraviglie
- Il protagonista: un uomo di 35 anni, un tempo sposato, che per lavoro fa il cibermatico, ovvero custodisce e elabora dati in base ad un processo noto come shuffling. È una persona piuttosto acuta, con una buona conoscenza dei film e della musica occidentale.
- Il vecchio scienziato: un genio che si è occupato di diversi progetti per il Sistema tra cui l'invenzione dello shuffling. Nonostante il suo vasto sapere, non si è mai preoccupato troppo delle conseguenze dei suoi esperimenti. Al lavoro sull'isolamento e la manipolazione dei suoni, si isola da tutto e tutti nel suo rifugio sotterraneo. In passato ha lavorato con il protagonista in un esperimento volto alla lettura del subconscio e alla realizzazione di un subconscio alternativo, cosa che costituisce a tutti gli effetti il background delle vicende narrate.
- La nipote dello scienziato: eccentrica diciassettene vestita completamente di rosa e particolarmente in carne. Sebbene il protagonista provi delle evidenti pulsioni sessuali nei suoi confronti (e viceversa), si rifiuta sempre di avere rapporti con la ragazza. La giovane sarà di vitale importanza nella ricerca del nonno nel covo degli Invisibili.
- La bibliotecaria: attraente ragazza dotata di un appetito insaziabile, diventerà un punto di riferimento per il protagonista.
- Invisibili: esseri mostruosi che vivono nelle profondità della terra, sotto la città di Tokyo, nutrendosi spesso di malcapitati che rapiscono nei cunicoli della metropolitana. Nonostante costituiscano uno dei pericoli maggiori, il protagonista non ne incontra mai effettivamente uno, grazie ai congegni inventati dallo scienziato per tenerli lontani.

### Personaggi principali de La fine del mondo
- Il protagonista: appena giunto nella misteriosa città senza nome, alla "fine del mondo", viene separato dalla sua ombra e preparato fisicamente per la "lettura dei sogni". Non ha memoria del suo passato fuori dalla città, ma sebbene tormentato costantemente da dubbi sembra accettare la sua nuova esistenza (compreso il disturbo agli occhi che lo costringe ad uscire di casa solo la sera) senza particolari difficoltà.
- L'ombra del protagonista: chi entra in città viene separato dalla propria ombra che, imprigionata dal Guardiano, è destinata a morire nel giro di pochi mesi. Ma l'ombra del protagonista non vuole morire ed escogita un piano per fuggire.
- Il Guardiano: l'unico che sembra a conoscenza del funzionamento della città, accudisce gli unicorni ed è a guardia dell'unica via d'uscita nota. Fa dono al protagonista della capacità di leggere i sogni e lo istruisce su tutto ciò che l'uomo deve sapere. Sebbene risulti spesso come l'unico vero antagonista, non ha un'indole malvagia, ma si attiene semplicemente alla propria mansione.
- La bibliotecaria: custodisce nella biblioteca i teschi degli unicorni, in cui si trovano i sogni che il protagonista è chiamato a leggere. Non ha cuore, come gli altri abitanti, e per questo motivo non riesce a provare sentimenti, cosa che complica il rapporto con il protagonista. Sebbene non vi sia una esplicita connessione con la bibliotecaria presente ne "Il paese delle meraviglie", il ruolo dei due personaggi è bene o male il medesimo.
- Il colonnello: un anziano, un tempo militare, che si prende cura del protagonista e gli insegna tutto ciò che sa della città.
- L'uomo nella centrale: un giovane che da anni vive solo nella foresta per eseguire la manutenzione della centrale elettrica. Custodisce diversi strumenti musicali in disuso per via della sua passione per gli oggetti, cosa che ha decretato probabilmente il suo allontanamento dalla città (dimostra di avere dei sentimenti).
- Gli uomini in fondo al bosco: vicino al muro di cinta vivono alcuni uomini tenuti lontano dalla città dai residenti. Si dice che questi soggetti non abbiano perso completamente il proprio cuore e per questo siano diversi dal resto degli abitanti.
- Gli unicorni: animali di piccola taglia che brucano fuori dalla città e che la sera vengono condotti all'interno delle mura dal Guardiano. In inverno molti di loro muoiono per il freddo, ma in primavera i nuovi nati prendono il posto dei defunti garantendo sempre un certo numero di bestie in vita nella città. In realtà il loro compito è strettamente collegato alla perdita della personalità dei residenti e il loro cranio custodisce un mistero che solo il Lettore di Sogni è in grado di comprendere.
- La città: la città è un vero e proprio personaggio della storia. Con le sue regole enigmatiche e le sue mura invalicabili, è dotata di una personalità propria, come dimostra arrivando quasi ad uccidere il protagonista durante una delle sue escursioni.

## Influenza culturale
- La fine del mondo ha ispirato l'opera Haibane renmei in cui si possono ritrovare diversi elementi comuni (la città, la perdita di memoria, i guardiani e diversi elementi sovrannaturali).[1]

## Edizioni
- Haruki Murakami, La fine del mondo e il paese delle meraviglie, traduzione di A. Pastore, Baldini Castoldi Dalai, 2002,  p. 443, ISBN 978-88-8490-145-3.
- Haruki Murakami, La fine del mondo e il paese delle meraviglie, traduzione di A. Pastore, collana Super ET, Giulio Einaudi Editore, 2008,  p. 515, ISBN 978-88-06-19155-9.